# Sir Augusto Ramírez
Sir Augusto Ramírez (San José de Guanipa, Estado Anzoátegui, Venezuela, 16 de julio de 1957 - El Tigre, Venezuela, 23 de junio de 2012) fue un músico y compositor venezolano, fundador de la Asociación de Cuatristas de Venezuela.
Su familia se radicó en la población de El Tigre, siendo Sir Augusto muy pequeño, allí inició sus estudios musicales de cuatro. Posteriormente se traslada a Caracas, ingresando en los conservatorios nacionales de música Juan José Landaeta y José Ángel Lamas. En estas instituciones cursó composición musical con el profesor Leopoldo Billings.
Fue violinista fundador de la Orquesta Nacional Juvenil de Venezuela, hoy día Orquesta Sinfónica Simón Bolívar; y violinista de la Orquesta del conservatorio de la Filarmónica de Caracas, dirigida por Eduardo Marturet. 
Ramírez fue director y fundador de la Asociación Venezolana de Cuatristas y de la Fundación Cultural "Su Majestad el Cuatro".
Perdió la vida en un accidente de tránsito en la carretera Cantaura- El Tigre, en la curva llamada de “La Parchita” y luego hicieron una estatua de una guitarra en una plaza llamada “La Guitarra” . 